# Gavroche
Pour les articles homonymes, voir Gavroche (homonymie).
 (août 2018).
Gavroche est un personnage du roman Les Misérables de Victor Hugo, qui prend les traits d'un enfant des rues parisien.
Ce personnage est vraisemblablement inspiré de l'enfant figurant sur le tableau d'Eugène Delacroix La Liberté guidant le peuple, rendu célèbre en 1831 (soit l'année précédant celle de la mort de Gavroche dans l’œuvre).

## Naissance du «gamin» de Paris
« La gaminerie parisienne est presque une caste. On pourrait dire : n'en est pas qui veut.

Ce mot, gamin, fut imprimé pour la première fois et arriva de la langue populaire dans la langue littéraire en 1834. C'est dans un opuscule intitulé Claude Gueux que ce mot fit son apparition. Le scandale fut vif. Le mot a passé. »

— Victor Hugo, Les Misérables (Tome III. Marius – Livre Premier : Paris étudié dans son atome – Chapitre 7. Le gamin aurait sa place dans les classifications de l'Inde)

## Gavroche, archétype du gamin de Paris

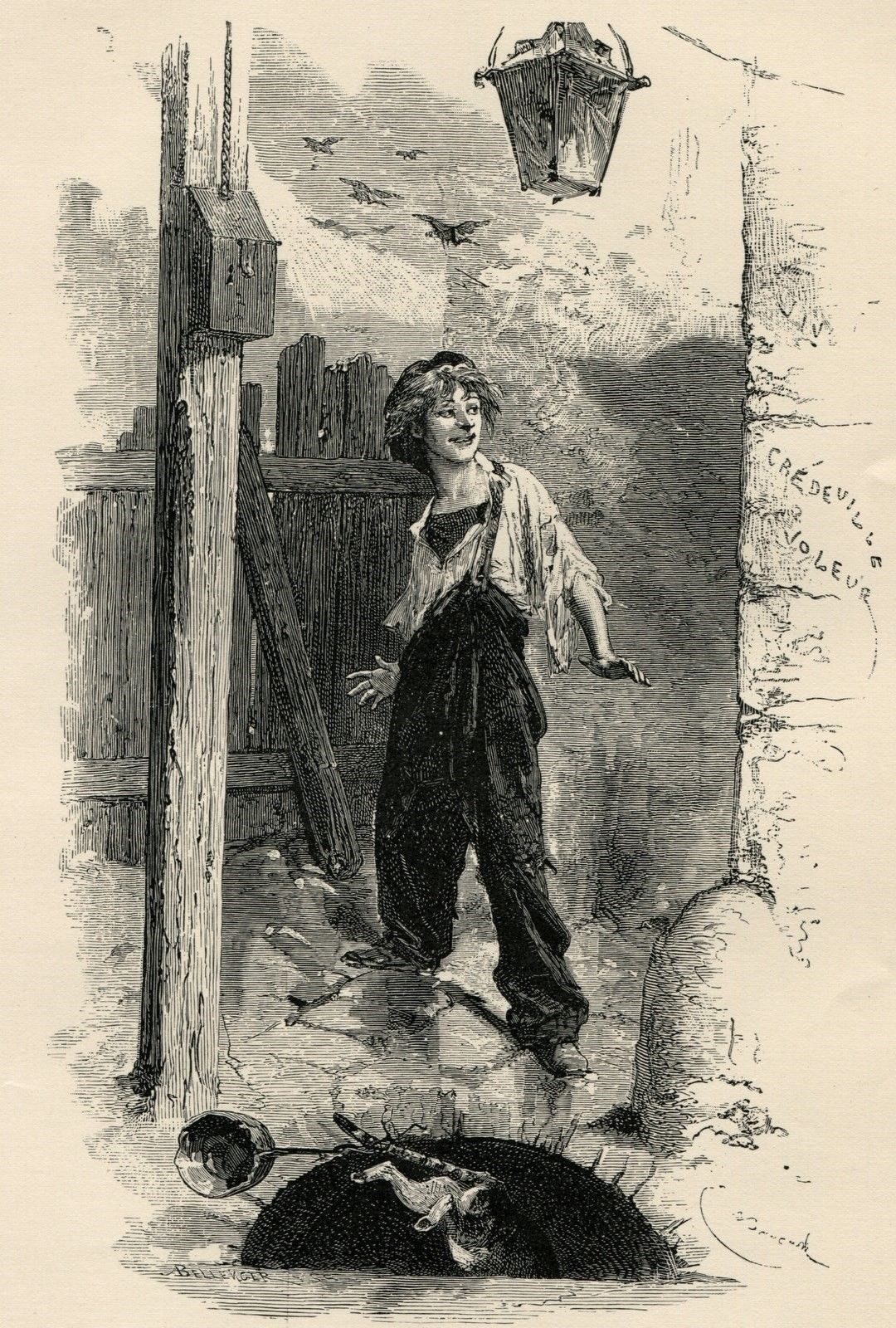
Gavroche.
Illustration d'Émile Bayard.

« Paris a un enfant et la forêt a un oiseau ; l'oiseau s'appelle le moineau ; l'enfant s'appelle le gamin.
Accouplez ces deux idées qui contiennent, l'une toute la fournaise, l'autre toute l'aurore, choquez ces étincelles, Paris, l'enfance ; il en jaillit un petit être. Homuncio, dirait Plaute.
Ce petit être est joyeux. Il ne mange pas tous les jours et il va au spectacle, si bon lui semble, tous les soirs. Il n'a pas de chemise sur le corps, pas de souliers aux pieds, pas de toit sur la tête ; il est comme les mouches du ciel qui n'ont rien de tout cela. Il a de sept à treize ans, vit par bandes, bat le pavé, loge en plein air, porte un vieux pantalon de son père qui lui descend plus bas que les talons, un vieux chapeau de quelque autre père qui lui descend plus bas que les oreilles, une seule bretelle en lisière jaune, court, guette, quête, perd le temps, culotte des pipes, jure comme un damné, hante les cabarets, connaît des voleurs, tutoie des filles, parle argot, chante des chansons obscènes, et n'a rien de mauvais dans le cœur. C'est qu'il a dans l'âme une perle, l'innocence, et les perles ne se dissolvent pas dans la boue. Tant que l'homme est enfant, Dieu veut qu'il soit innocent.
Si l'on demandait à la grande et énorme ville : Qu'est-ce que c'est que cela ? elle répondrait : C'est mon petit. »

— Victor Hugo, Les Misérables (Tome III. Marius – Livre Premier : Paris étudié dans son atome – Chapitre 1. Parvulus).

## Biographie du personnage

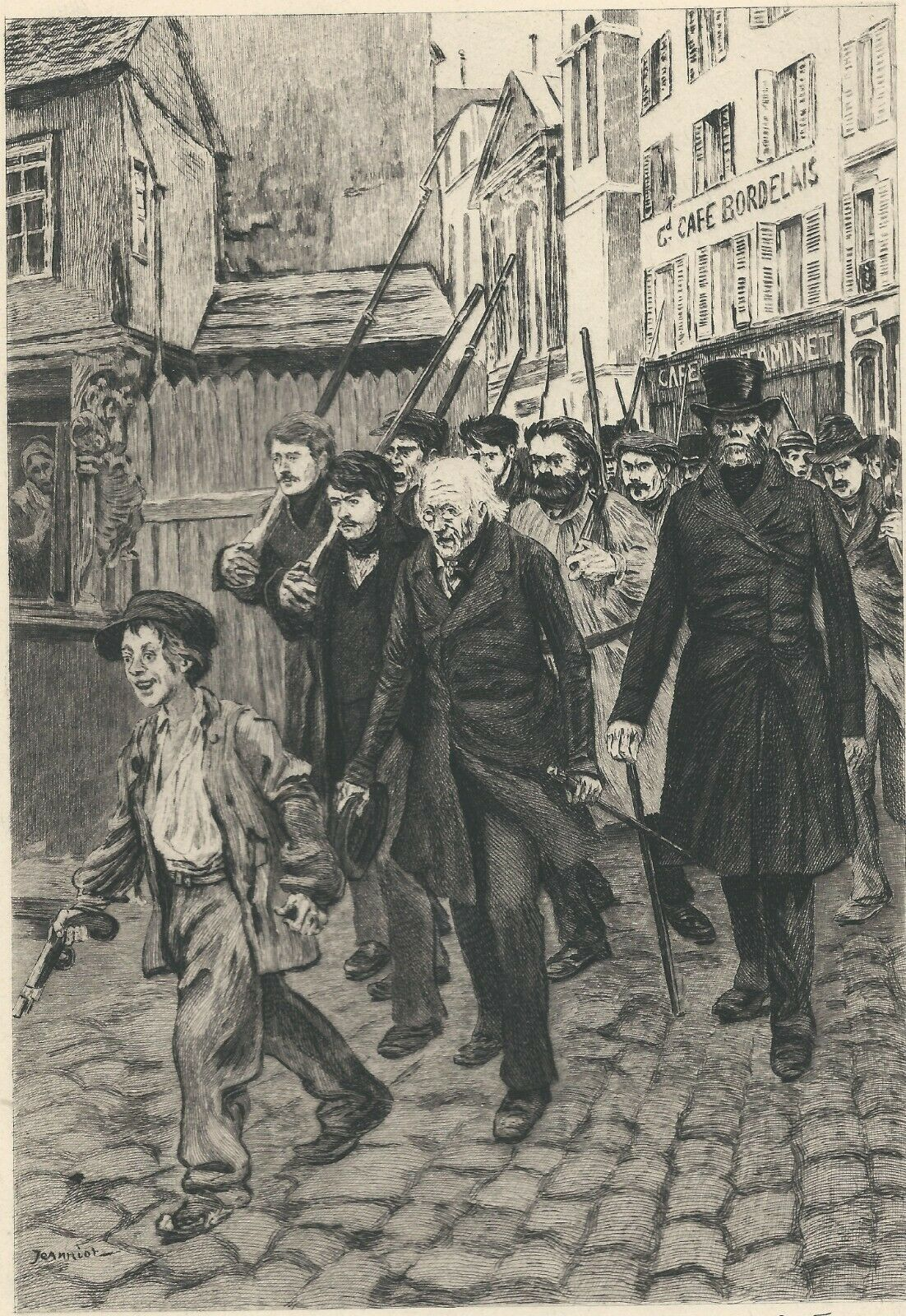
Gavroche marche avec les insurgés de juin 1832.
Gravure d'Abel Faivre d'après une illustration de Pierre Georges Jeanniot.

Les Misérables - Recrues (gravure d'Abel Faivre d'après Jeanniot).jpg

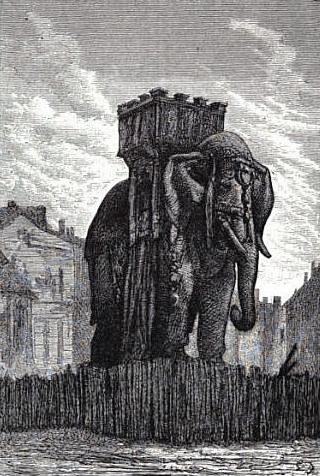
Éléphant de la Bastille servant d'abri à Gavroche,
illustration de Gustave Brion.

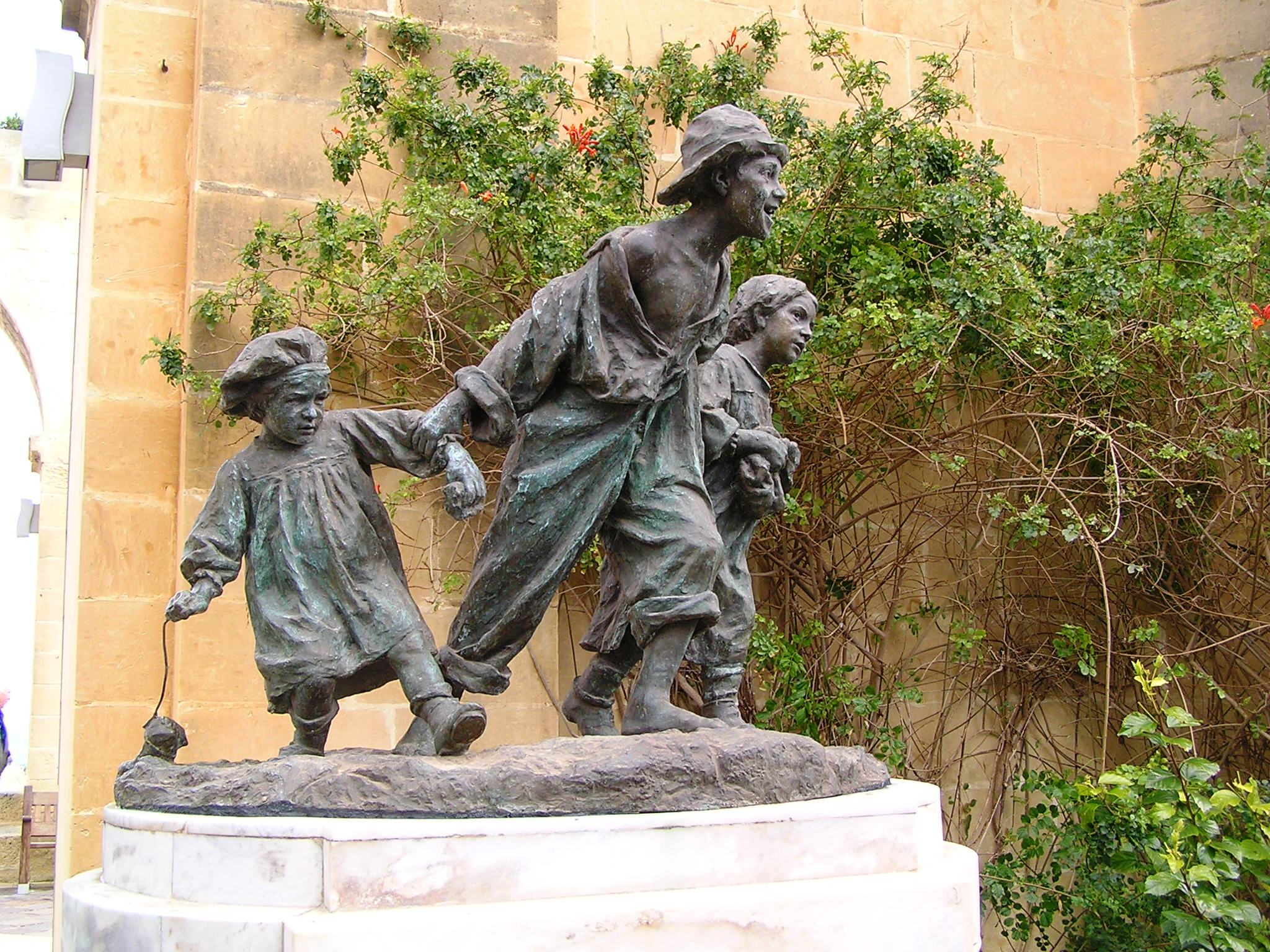
Les Gavroches
(Les Garçons de la rue, 1907).
Œuvre d'Antonio Sciortino,
jardin public Il-Barrakka ta' Fuq (« Barrakka du Haut »)
La Valette (Malte).

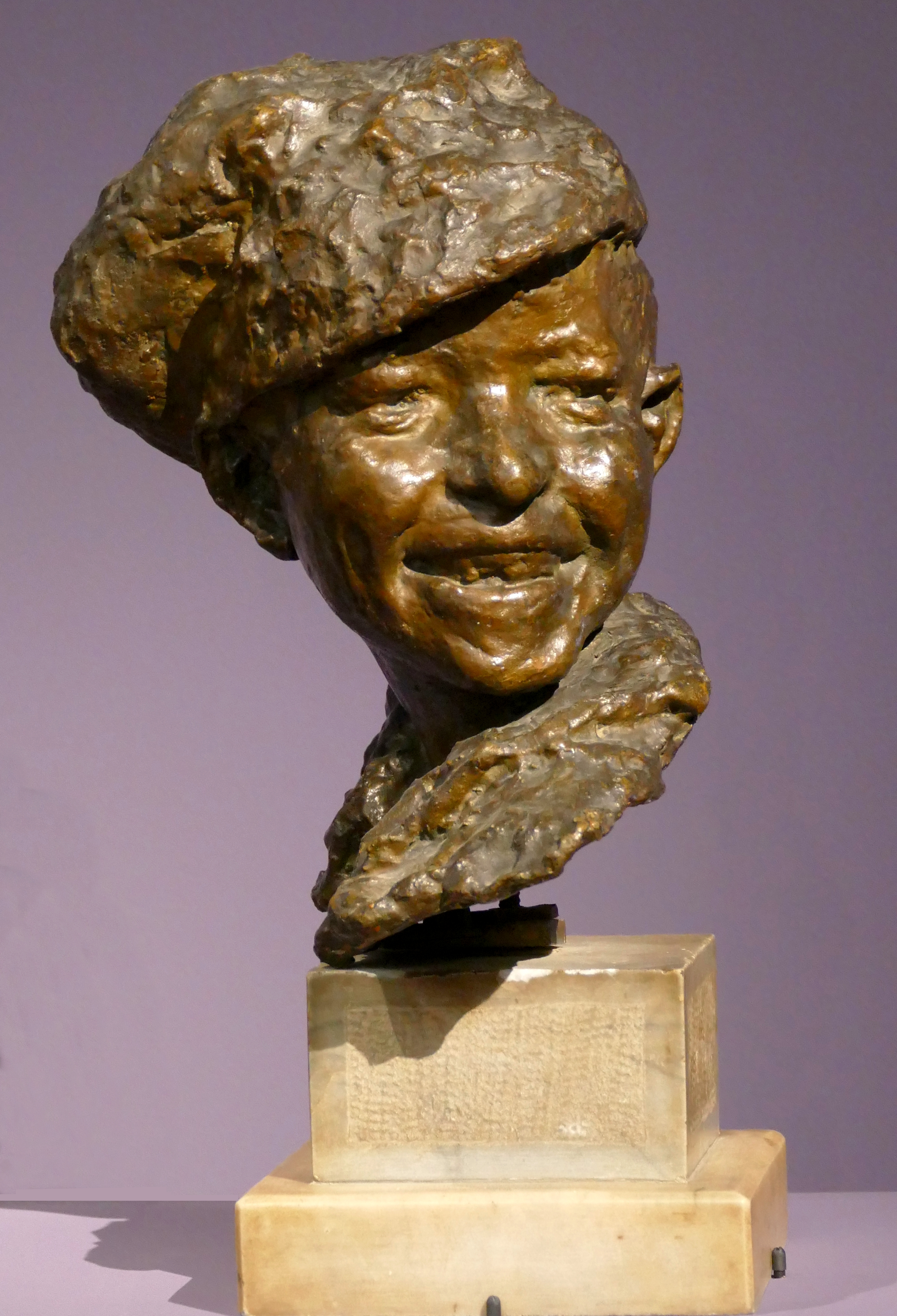
Il Birichino ou Gavroche, bronze de Medardo Rosso, 1881.

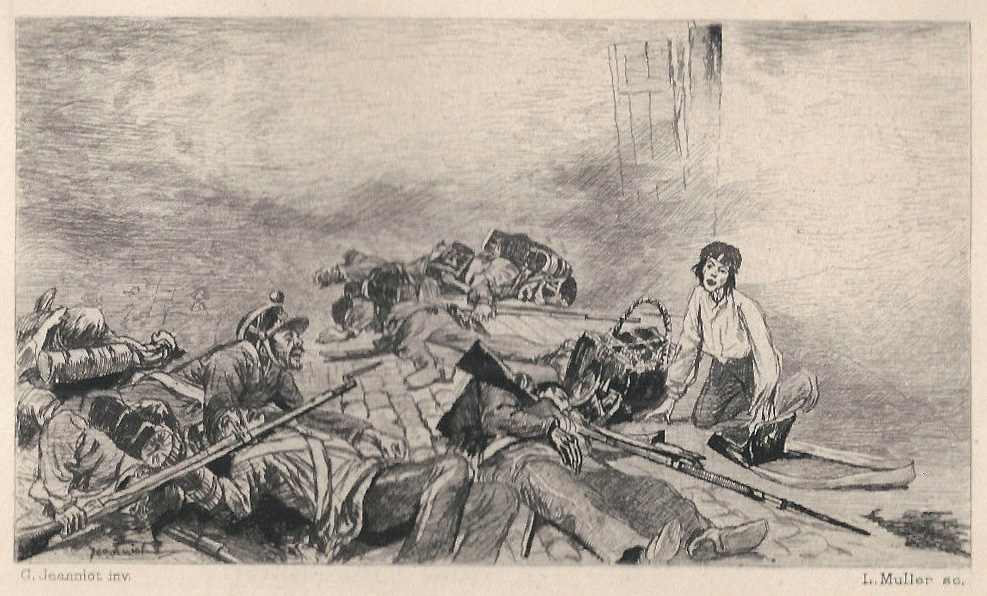
Gavroche récupérant des cartouches.
Illustration de Jeanniot (1891).

L'enfant qui figure sur La Liberté guidant le peuple a sans doute inspiré à Victor Hugo le personnage de Gavroche.

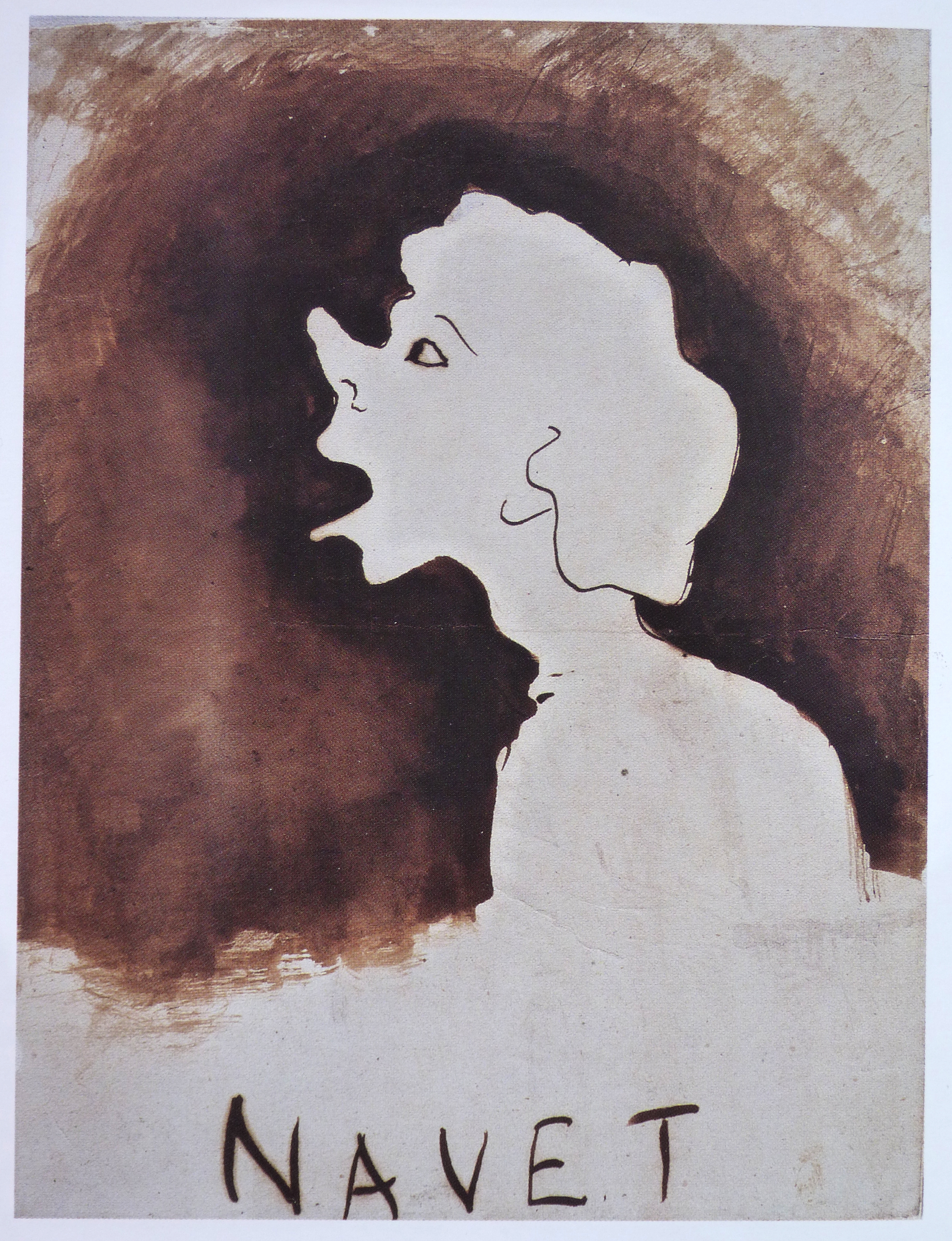
Navet, l'ami à Gavroche
Dessin de Victor Hugo (encre et lavis)

Né en 1820, il est le fils des Thénardier qui ne l'aiment pas, ne veulent pas de lui et c'est pour cela qu'il vit dans la rue (il a l'habitude de dire « Je rentre dans la rue » quand il sort d'une maison). Il ne les voit que de temps à autre, mais il aidera tout de même son père à s'évader de prison. Gavroche connaît ses sœurs aînées, Éponine et Azelma, mais pas ses deux frères cadets qui ont été abandonnés pour être adoptés en très bas âge à la suite d'une sordide tractation de leurs parents. Après l'arrestation de leur mère adoptive, alors que les deux enfants se retrouvent à la rue, Gavroche les recueille sans savoir que ce sont ses frères. Mais ils s'égarent dans Paris le lendemain et on ne les revoit qu'une seule fois, cherchant à manger. Le lecteur ne sait pas ce qu'ils sont devenus.
Gavroche connaît bien la bande « Patron-Minette », des malfaiteurs que Thénardier sollicite pour ses mauvais coups.
Gavroche meurt le 6 juin 1832, peu après Éponine, près de la même barricade de la rue de la Chanvrerie, pendant l'Insurrection républicaine à Paris en juin 1832, en tentant de récupérer des cartouches non brûlées pour ses camarades insurgés et en chantant une célèbre chanson qu'il n'a pas le temps d'achever (Tome V. Jean Valjean – Livre Premier : La Guerre entre quatre murs – Chapitre 15. Gavroche dehors) :
« 
[...]
Gavroche avait pris un panier à bouteilles dans le cabaret, était sorti par la coupure, et était paisiblement occupé à vider dans son panier les gibernes pleines de cartouches des gardes nationaux tués sur talus de la redoute.
[...]
Et d'un bond, il s'enfonça dans la rue.
[...]
Une vingtaine de morts gisaient çà et là dans toute la longueur de la rue sur le pavé. Une vingtaine de gibernes pour Gavroche, une provision de cartouches pour la barricade.
La fumée était dans la rue comme un brouillard. [...] ; de là un obscurcissement graduel qui blêmissait même le plein jour. Cet obscurcissement, probablement voulu et calculé par les chefs qui devaient diriger l'assaut de la barricade, fut utile à Gavroche. 
Sous les plis de ce voile de fumée, et grâce à sa petitesse, il put s'avancer assez loin dans la rue sans être vu. Il dévalisa les sept ou huit premières gibernes sans grand danger.
Il rampait à plat ventre, galopait à quatre pattes, prenait son panier aux dents, se tordait, glissait, ondulait, serpentait d'un mort à l'autre, et vidait la giberne ou la cartouchière comme un singe ouvre une noix.
[...]
Sur un cadavre, qui était un caporal, il trouva une poire à poudre.
[...]
À force d'aller en avant, il parvint au point où le brouillard de la fusillade devenait transparent.   
[…]
Au moment où Gavroche débarrassait de ses cartouches un sergent gisant près d’une borne, une balle frappa le cadavre.
[…]
Une deuxième balle fit étinceler le pavé à côté de lui. Une troisième renversa son panier.
Gavroche regarda, et vit que cela venait de la banlieue.
Il dressa tout droit, debout, les cheveux au vent, les mains sur les hanches, l’œil fixé sur les gardes nationaux qui tiraient, et il chanta :
On est laid à Nanterre,

C'est la faute à Voltaire,

Et bête à Palaiseau,

C'est la faute à Rousseau.
Puis il ramassa son panier, y remit, sans en perdre une seule, les cartouches qui en étaient tombées, et, avançant vers la fusillade, alla dépouiller une autre giberne. Là une quatrième balle le manqua encore. Gavroche chanta :
Je ne suis pas notaire,

C'est la faute à Voltaire,

Je suis petit oiseau,

C'est la faute à Rousseau.
Une cinquième balle ne réussit qu’à tirer de lui un troisième couplet :
Joie est mon caractère,

C'est la faute à Voltaire,

Misère est mon trousseau,

C'est la faute à Rousseau.
Cela continua ainsi quelque temps.
Le spectacle était épouvantable et charmant. Gavroche, fusillé, taquinait la fusillade. Il avait l’air de s’amuser beaucoup. C’était le moineau becquetant les chasseurs. Il répondait à chaque décharge par un couplet. On le visait sans cesse, on le manquait toujours. Les gardes nationaux et les soldats riaient en l’ajustant. Il se couchait, puis se dressait, reparaissait, se sauvait, revenait, ripostait à la mitraillette par des pieds de nez, et cependant pillait les cartouches, visait les gibernes et remplissait son panier. […] La barricade tremblait ; lui, il chantait. Ce n’était pas un enfant, ce n’était pas un homme, c’était un étrange gamin fée. On eût dit le nain invulnérable de la mêlée. Les balles couraient après lui, il était plus leste qu’elles. Il jouait on ne sait quel effrayant jeu de cache-cache avec la mort ; chaque fois que la face camarde du spectre s’approchait, le gamin lui donnait une pichenette. 
Une balle pourtant, mieux ajustée ou plus traître que les autres, finit par atteindre l'enfant feu follet. On vit Gavroche chanceler, puis il s'affaissa. Toute la barricade poussa un cri ; mais il y avait de l'Antée dans ce pygmée ; pour le gamin toucher le pavé, c'est comme pour le géant toucher la terre ; Gavroche n'était tombé que pour se redresser ; il resta assis sur son séant, un long filet de sang rayait son visage, il éleva ses deux bras en l'air, regarda du côté d'où était venu le coup, et se mit à chanter.
Je suis tombé par terre,

C'est la faute à Voltaire,

Le nez dans le ruisseau,

C'est la faute à... 

Il n'acheva point. Une seconde balle du même tireur l'arrêta court. Cette fois il s'abattit la face contre pavé, et ne remua plus. Cette petite grande âme venait de s'envoler. »
Le Genevois Jean-François Chaponnière (1769-1856) est le père du refrain de cette chanson : il se moque du mandement écrit par le clergé le 5 février 1785, qui devait dissuader les fidèles d'écouter les philosophes des Lumières comme Voltaire et Rousseau.
C'est en 1832 qu'apparaît la deuxième version de cette chanson écrite par le chansonnier Béranger s'intitulant Mandement des vicaires généraux de Paris. C'est un signe de ralliement entre révolutionnaires, gens du peuple et libéraux. Dans Les Misérables Hugo reprend le refrain « C'est la faute à Voltaire, c'est la faute à Rousseau » lors de la manifestation révolutionnaire des 5 et 6 juin 1832 ; Gavroche sort de la barricade pour récupérer les cartouches des morts tout en chantant le refrain pour narguer les gardes nationaux jusqu'à ce qu'il expire, atteint par les tirs des soldats.

## Sens commun
Depuis, par antonomase, « Gavroche » se dit d'une personne ressemblant au personnage de Victor Hugo : un gamin parisien gouailleur, débrouillard, à la vulgarité attachante.